# Пьер Моруа (стадион)
«Пьер Моруа» (фр. Stade Pierre-Mauroy) — футбольный стадион, расположенный в Вильнёв-д’Аске (городе-спутнике Лилля), Франция. Открыт 17 августа 2012 года. Является домашней ареной футбольного клуба «Лилль». Изначально носил название «Гран Стад Лилль Метрополь» (фр. Grand Stade Lille Métropole). Стадион был переименован в июне 2013 года в честь Пьера Моруа, мэра Лилля в 1973—2001 годах и премьер-министра Франции в 1981—1984 годах, умершего в 2013 году. Четвёртый по вместительности стадион Франции (50 186 человек).

## История
В 2004 году было решено построить новый стадион из-за повышения репутации клуба «Лилль» в Европе.
В 2008 году был выбран окончательный проект стадиона. Он обладает выдвижным полем и раздвижной крышей. После долгих дискуссий выбрали и место для строительства — Вильнёв-д’Аск.
В 2010 году строительство началось.
Изначально чиновники планировали, что стадион будет построен в июле 2012 года, но позже открытие было перенесено на август 2012 года.
В сентябре 2015 года на стадионе проходили матчи плей-офф чемпионата Европы по баскетболу. В результате новой конфигурации трибун и баскетбольной площадки во время турнира вместимость крытого стадиона составляла 27 000 человек. Во время турнира был установлен европейский рекорд посещаемости баскетбольного матча.
В рамках чемпионата Европы по футболу 2016 года на стадионе прошли шесть матчей в период с 12 июня по 1 июля, включая один матч 1/8 финала и один матч 1/4 финала.
В январе 2017 году стадион принимал матчи чемпионата мира по гандболу среди мужчин. Во время турнира был обновлён рекорд посещаемости отдельного матча чемпионатов мира — игру сборных Франции и Исландии 21 января посетили более 28 тысяч зрителей.
Во время летних Олимпийских игр 2024 года стадион принимал предварительные матчи баскетбольного турнира 5×5, а также решающие матчи (включая финалы) гандбольного турнира.

### Концерты
20 июля 2013 года во время Diamonds World Tour на стадионе выступала Рианна. 17 ноября 2013 года в рамках The Delta Machine Tour на стадионе выступали Depeche Mode.

## Конструкция
Стадион обладает выдвижным полем и раздвижной крышей.

## Галерея

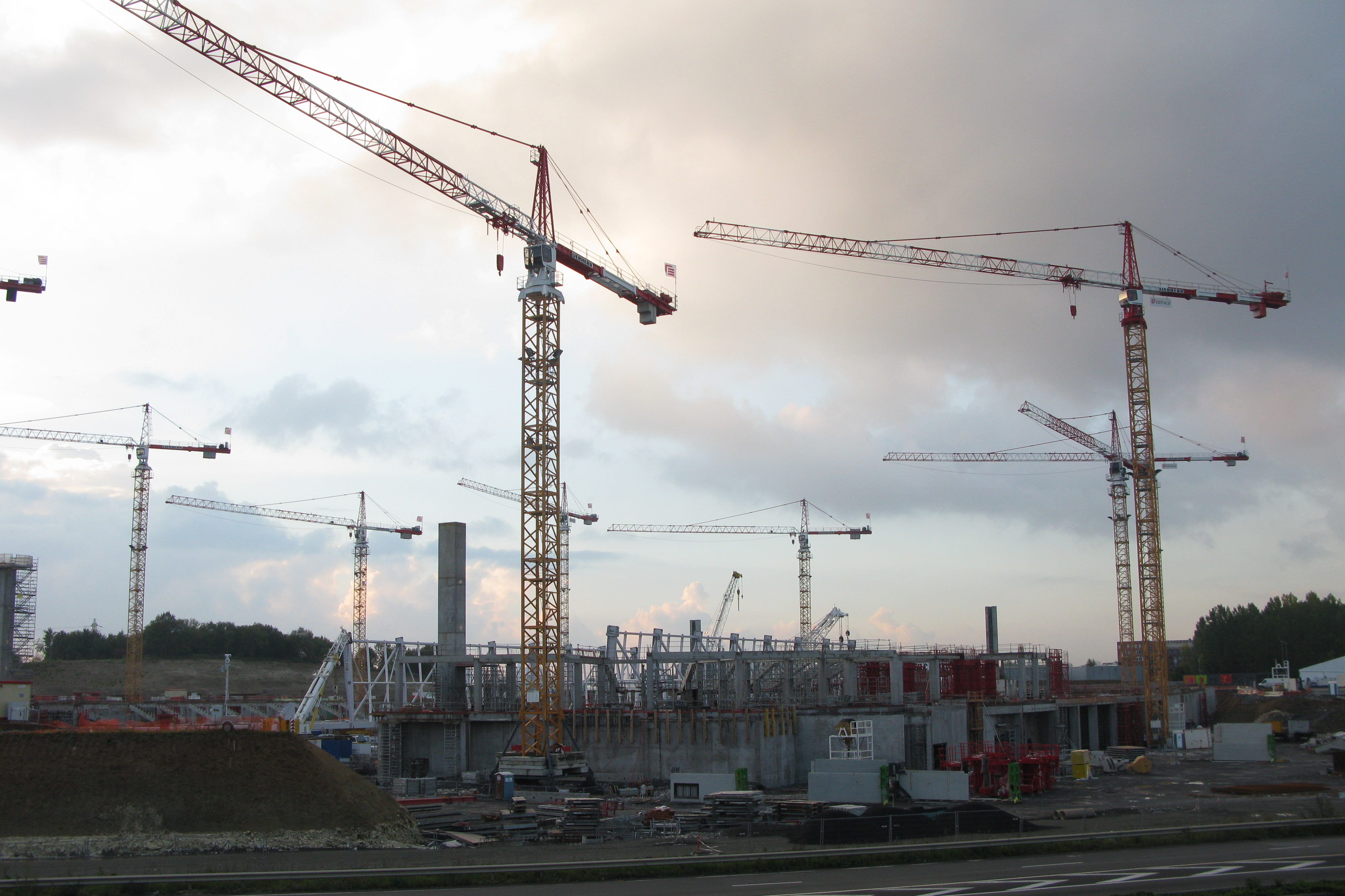
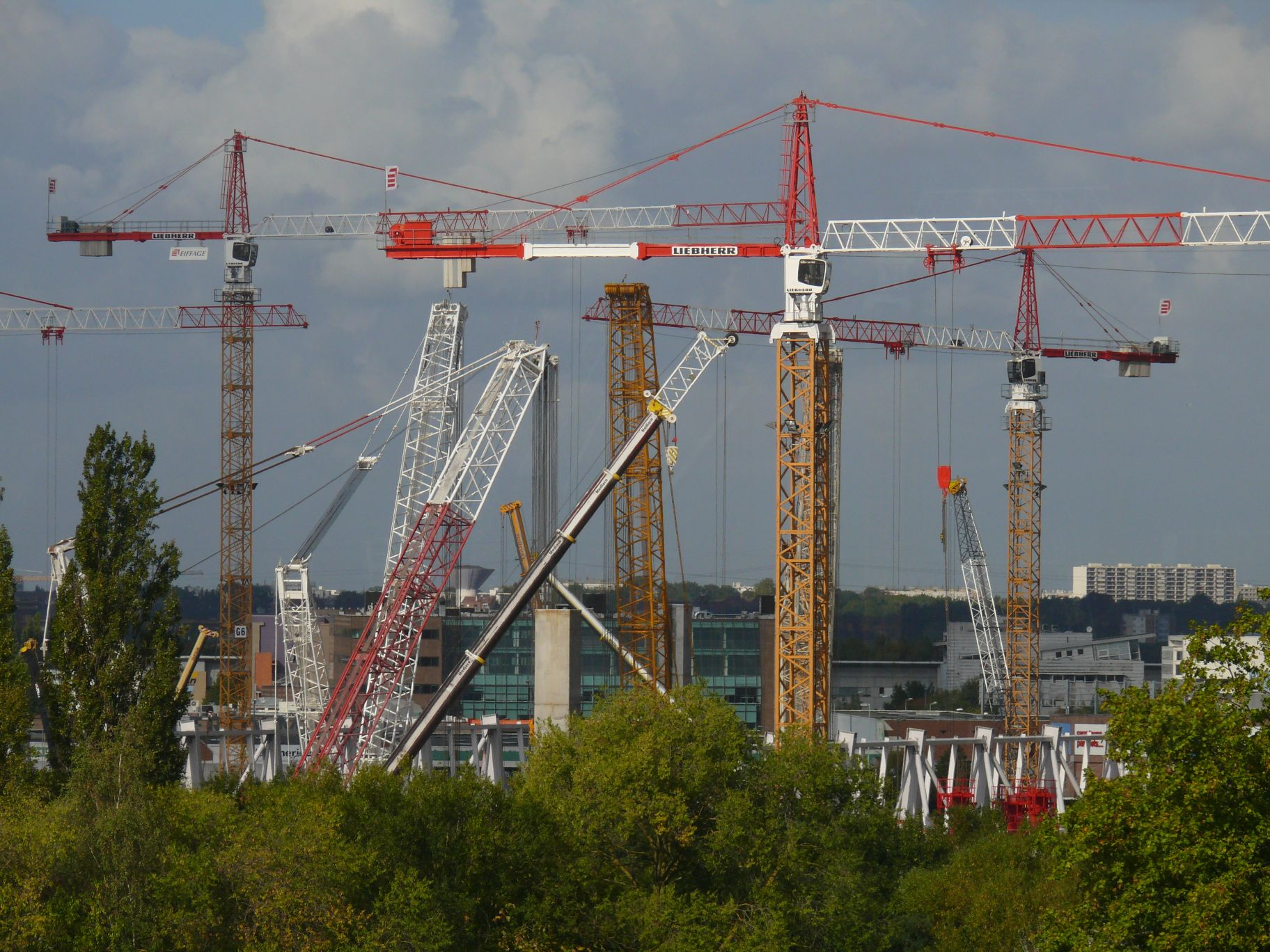
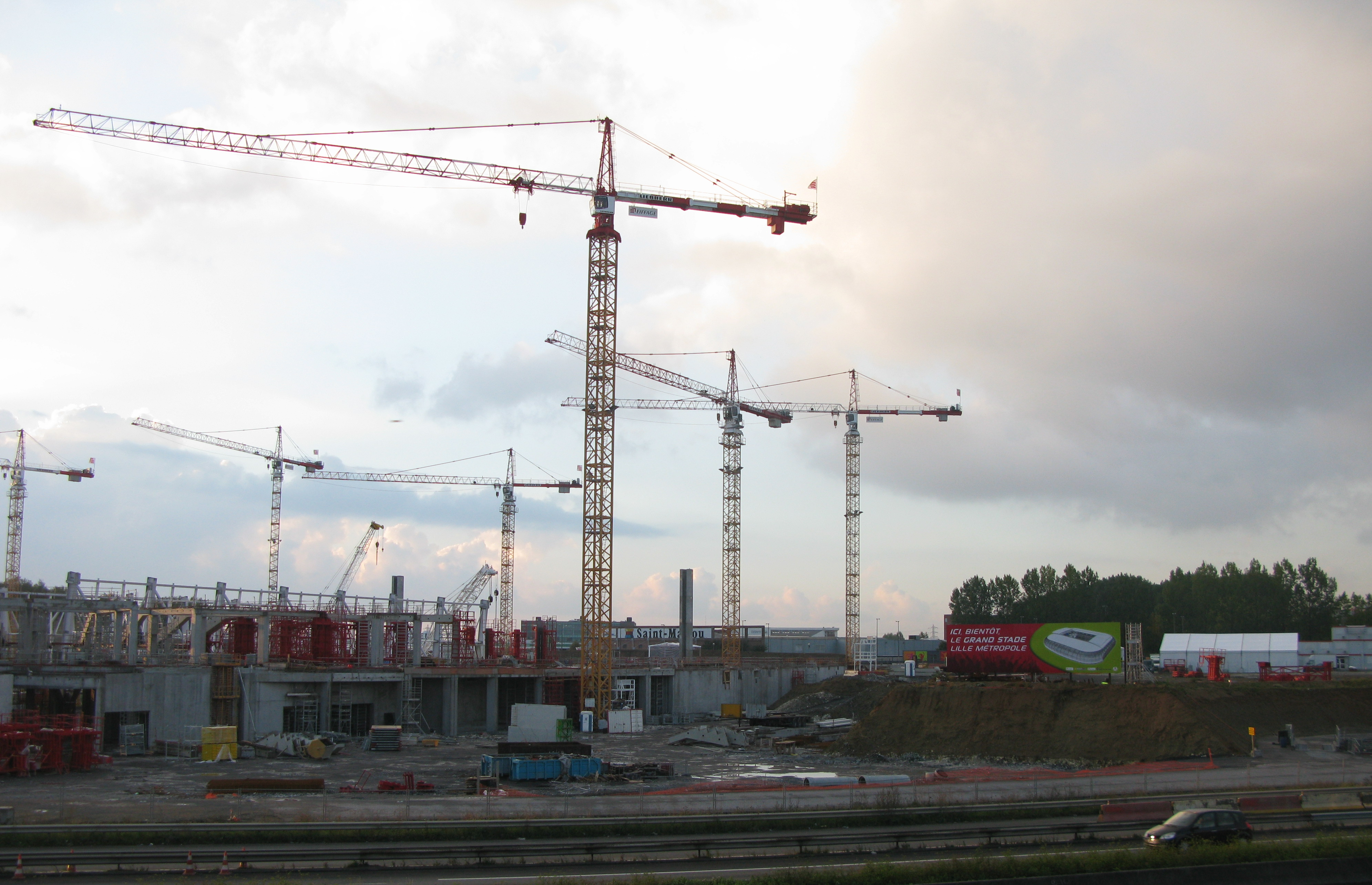
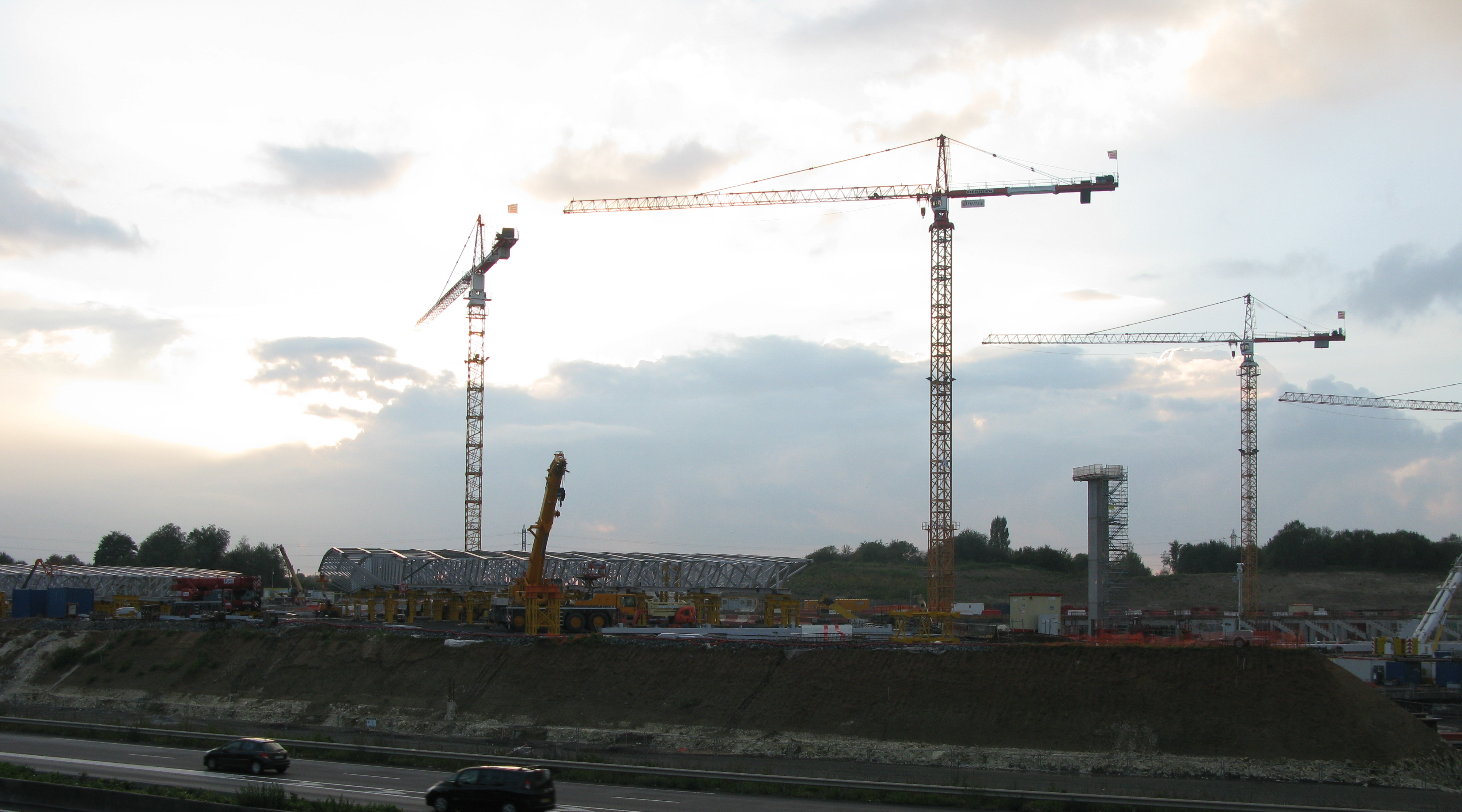
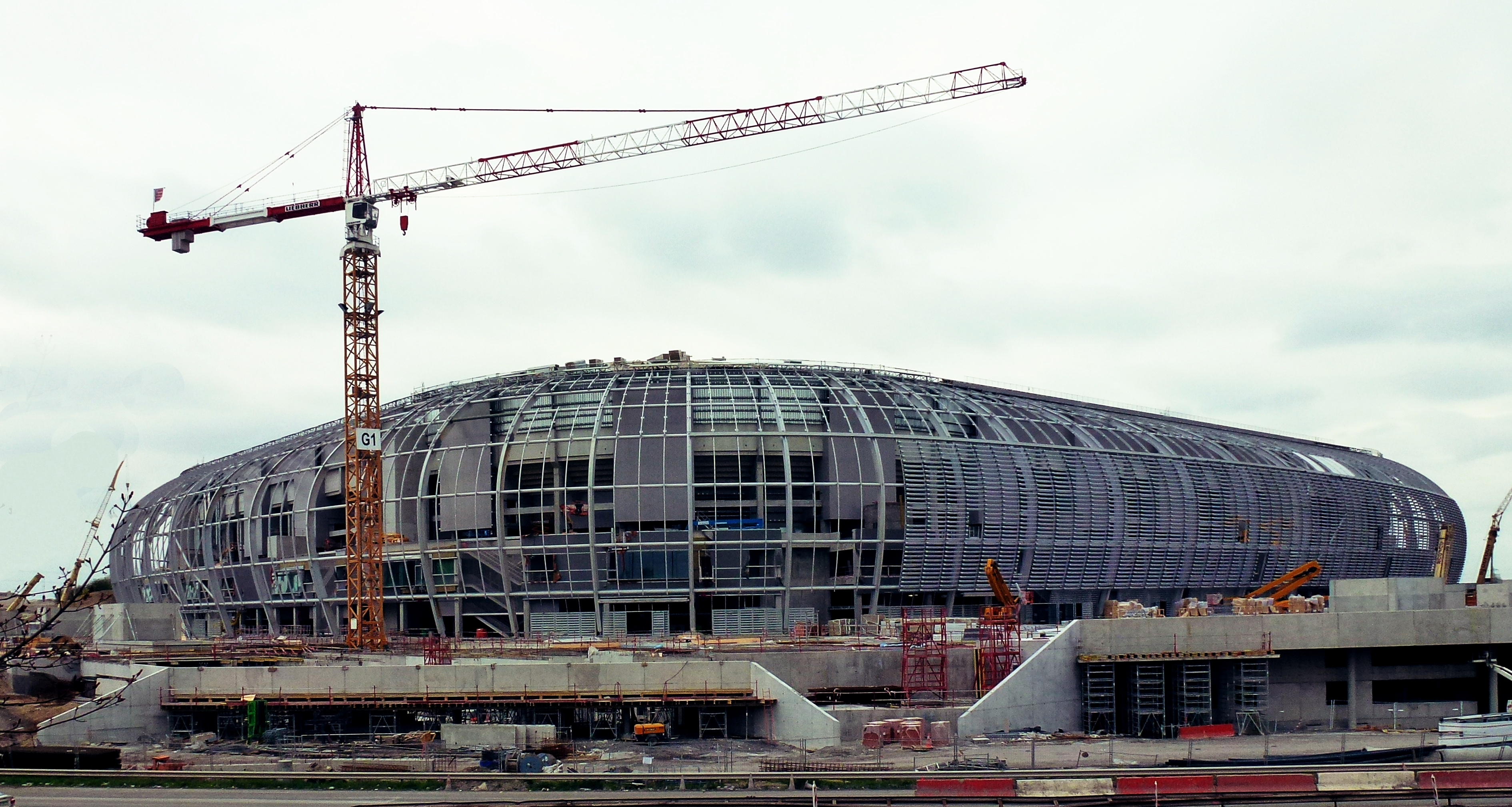
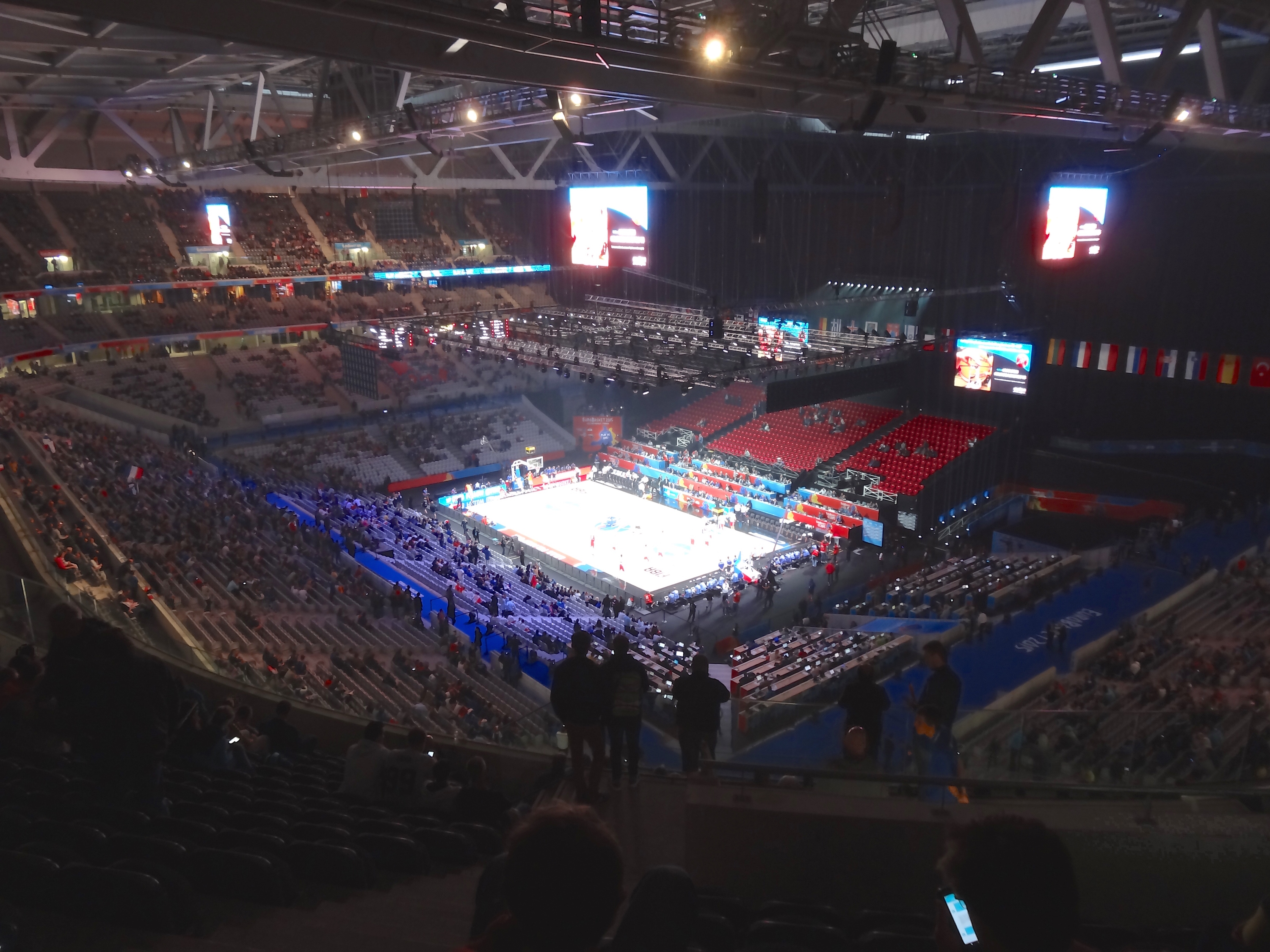
Стадион во время Евробаскета-2015